# 五所村
五所村（ごしょむら）は、茨城県真壁郡 にかつて存在した村である。

## 地理
- 現在の筑西市、旧下館市の北西部に位置する。
- 村は鬼怒川の東岸に位置する。
- 村域のほとんどは平地になっている。

## 歴史
村名は五所宮村にある五所神社に由来する。

### 村域の変遷
- 1889年（明治22年）4月1日 - 町村制施行により、森添島村・子思議村・五所宮村・小塙村・山崎村・掉ケ島村・下江連村・西山田村・上平塚村・大谷村・灰塚村が合併し真壁郡五所村が発足。
- 1954年（昭和29年）3月15日 - 大田村・嘉田生崎村・河間村・中村とともに下館町に編入。同日五所村廃止。

## 大字
- 森添島（もりそえじま）
- 子思議（こしぎ）
- 五所宮（ごしょみや）
- 小塙（こばな）
- 山崎（やまざき）
- 掉ケ島（そうかじま）
- 下江連（しもえづれ）
- 西山田（にしやまだ）
- 上平塚（かみひらつか）
- 大谷（おおや）
- 灰塚（はいつか）

## 人口・世帯

### 人口
総数 [単位： 人]
| 1891年（明治24年） | 2,306 |
| 1920年（大正 9年） | 2,921 |
| 1935年（昭和10年） | 3,147 |
| 1950年（昭和25年） | 3,960 |

### 世帯
総数 [単位： 世帯]
| 1920年（大正 9年） | 502 |
| 1935年（昭和10年） | 507 |
| 1950年（昭和25年） | 645 |